# I’m Forever Blowing Bubbles
I’m Forever Blowing Bubbles ist ein populäres, amerikanisches Lied, welches im Jahre 1918 seine Erstaufführung hatte und schließlich 1919 veröffentlicht wurde.

## Geschichte

### Entstehung
Die Musik wurde von John Kellette komponiert. Der Liedtext stammt von  „Jaan Kenbrovin“, ein Name, der ein kollektives Pseudonym für die Textschreiber James Kendis, James Brockman und Nat Vincent ist. Im Broadway-Musical The Passing Show of 1918 wurde das Stück von Helen Carrington erstaufgeführt.
Das Verlagsrecht von „I’m Forever Blowing Bubbles“ gehörte 1919 ursprünglich der  Kendis-Brockman Music Co. Inc. Es wurde allerdings bereits im selben Jahr von  Jerome H. Remick & Co. of New York and Detroit übernommen. Als das Lied geschrieben wurde, hatten James Kendis, James Brockman und Nat Vincent einzelne Verträge mit den Verlegern, welche ihnen erlaubten den Namen „Jaan Kenbrovin“ zur Vermarktung zu nutzen. Außerdem waren James Kendis und James Brockman Teilhaber der Kendis-Brockman Music Company.

### Erfolg
Der Walzer war ein großer Tin-Pan-Alley-Hit, der in den späten 1910ern und den frühen 1920ern von vielen bedeutenden Sängern und Musikgruppen aufgeführt und aufgenommen wurde.
Der Liedtextschreiber Ring Lardner parodierte den Text während des Black Sox Skandals von 1919, als einige Spieler der Chicago White Sox (eine Baseball-Mannschaft aus den Vereinigten Staaten) im MLB World Series Finale absichtlich schlecht spielten und gegen die Cincinnati Reds verloren.  Seine Version begann mit: „I’m forever blowing ballgames.“
„I’m Forever Blowing Bubbles“ wurde Anfang der 20er Jahre auch ein Erfolg beim Publikum der britischen Theater und Varietés. Es war auch die Erkennungsmelodie des britischen Komikers „Professor“ Jimmy Edwards – gespielt auf einer Posaune. Außerdem wird die Melodie von I’m Forever Blowing Bubbles auch häufig in Zeichentrickfilmen gespielt, wenn Luftblasen sichtbar sind.
Das Lied wurde 1931 im erfolgreichen Gangsterfilm Der öffentliche Feind mit James Cagney verwendet.
Das Lied ist in Großbritannien als die Vereinshymne des Londoner Fußballvereins West Ham United bekannt. In diesem Zusammenhang fand es in den Spielfilmen Hooligans (2005) und Hooligans 3 – Never Back Down (2013) Verwendung, die Hooligans von West Ham United thematisieren.
In Norwegen ist das Lied als die Vereinshymne des Sarpsborger Eishockey-Vereins Sparta Warriors bekannt. Die norwegische Version, neugeschrieben und vorgeführt von Kai Robert Johansen, nennt sich „Blå Bobler“.

## Liedtext
Der originale Liedtext:

### Strophe 1
I’m dreaming dreams,
I’m scheming schemes,
I’m building castles high.
They're born anew,
Their days are few,
Just like a sweet butterfly.
And as the daylight is dawning,
They come again in the morning.

### Refrain
I’m forever blowing bubbles,
Pretty bubbles in the air,
They fly so high,
Nearly reach the sky,
Then like my dreams,
They fade and die.
Fortune's always hiding,
I've looked everywhere,
I’m forever blowing bubbles,
Pretty bubbles in the air.

### Strophe 2
When cattle creep,
When I’m asleep,
To lands of hope I stray.
Then at daybreak,
When I awake,
My bluebird flutters away.
Happiness new seemed so near me,
Happiness come forth and heal me.

### Refrain
I’m forever blowing bubbles,
Pretty bubbles in the air.
They fly so high,
Nearly reach the sky,
Then like my dreams,
They fade and die.
Fortune's always hiding,
I've looked everywhere,
I’m forever blowing bubbles,
Pretty bubbles in the air.

## Erwähnenswerte Aufnahmen
- Albert C. Campbell & Henry Burr
  - Columbia A-2701 (matrix: 78263-1)
  - Aufgenommen: 22. Januar 1919

- Helen Clark & George Wilton Ballard
  - Edison und Blue Amberol 3798
  - Veröffentlicht: August 1919

- Ben Selvin & sein Novelty Orchestra
  - Victor 18603 (matrix: 22966-6)
  - Aufgenommen: 31. Juli 1919

- Peter Dawson (als Will Strong)
  - HMV B 1092
  - Aufgenommen: London, 17. Februar 1920

- Vera Lynn
  - Aufgenommen in London

- Doris Day & Jack Smith mit dem Norman Luboff Choir mit Orchester; Dirigent: Paul Weston
  - Columbia 39453 (matrix: RHCO 4481-1N)
  - Ebenso als ein Titel der 10" Langspielplatte On Moonlight Bay veröffentlicht
  - Aufgenommen: Los Angeles, 27. April 1951

- Les Brown
  - Vogue Coral	Q 72242
  - Aufgenommen: April 1957

- Kirby Stone Four
  - Philips PB 938
  - Aufgenommen: 1959

- The Blue Diamonds
  - Decca F 21346
  - Aufgenommen: 1961

- The Kalin Twins
  - Brunswick 05862
  - Aufgenommen: 1961

- Frank Fontaine
  - ABC Paramount Records 90212
  - Aufgenommen: 1962
  - Nummer eins Album im Billboard im Februar 1963

- The Kaye Sisters
  - Philips 326569 BF
  - Aufgenommen: 1963

- West Ham United Cup Squad
  - Pye 7N 45470
  - Veröffentlicht: Mai 1975

- Cockney Rejects
  - Zonophone Z 4
  - Veröffentlicht: Mai 1980

## Single Chart-Erfolg
Versionen des Liedes tauchten zwei Mal in den britischen Singlecharts auf; beide Male zeitgleich mit dem Erreichen des FA-Cup-Finales von West Ham United. Am 10. Mai 1975 hielt eine Version anlässlich des FA-Cup-Finales 1975 Einzug in die Single-Charts, konnte sich jedoch nur eine Woche in den Top 40 halten. Vor dem FA-Cup-Finale 1980 hielt die Version von Cockney Rejects Einzug in die Single-Charts. Am 31. Mai 1980 befand sie sich auf Platz 35, konnte sich aber erneut nur eine Woche in den Top 40 halten.